# Commodore SFD1002
Das Diskettenlaufwerk SFD 1002 ist ein 5,25-Zoll-Laufwerk für die CBM-8000-Serie von Commodore. Es handelt sich um ein SFD-1001-Laufwerk, das zusätzlich mit einem IEEE-488-Interface für den C64 geliefert wurde. Intern arbeitet das Laufwerk mit Commodore DOS Version 2.5 bzw. Version 2.7.
Die SFD 1002/SFD 1001 ist die Einzellaufwerk-Version der CBM 8250 und benutzt wie diese das Group-Coded-Recording-Aufzeichnungsverfahren (GCR-Aufzeichnungsverfahren).